# Sanel Kuljić
Sanel Kuljić (Grödig, 10 ottobre 1977) è un ex calciatore austriaco, di ruolo attaccante.

## Biografia
Kuljić è di origine bosniaca: suo padre, infatti, emigrò in Austria negli anni settanta.
Nel 2006 il Ried ha ritirato la maglia numero 27 da lui indossata per omaggiarlo della sua prolificità con la squadra.

## Carriera
Ha iniziato la carriera professionistica nel 1996 con l’Austria Salzburg, dove ha debuttato in Bundesliga e vinto il titolo nazionale nella stagione 1996-97, pur con una sola presenza. Nei tre anni successivi ha giocato nelle serie inferiori con il PSV Salzburg.
Nel 2000 è passato al BSV Bad Bleiberg, segnando 11 gol in 32 presenze. Un anno dopo si è trasferito al SV Pasching, contribuendo con 14 gol in 46 partite alla promozione in Bundesliga nel 2002. Nel 2003 ha avuto una breve ma prolifica esperienza al LASK Linz, con 10 gol in 14 partite. Successivamente ha firmato con il SV Ried, dove ha vissuto gli anni migliori della sua carriera: in tre stagioni ha segnato 64 gol in 92 presenze, vincendo la Erste Liga e diventando capocannoniere in Bundesliga (Austria) nel 2005-06 con 15 reti.
Nel 2006 è andato all’estero per la prima volta, firmando con il FC Sion in Svizzera, dove ha segnato 12 gol in 22 partite. Dopo una sola stagione è rientrato in Austria, all’Austria Vienna, segnando 11 gol in 34 partite. Nel 2008 è passato al Magna Wiener Neustadt, dove ha segnato 18 gol in 37 partite e ha contribuito alla promozione in Bundesliga.
Nel 2010 ha avuto un’altra esperienza in Svizzera con il Neuchâtel Xamax, con 2 gol in 12 presenze, e nel 2011 ha giocato in Grecia con l’AE Larissa, con 5 presenze e nessuna rete. Ha chiuso la carriera professionistica con il Kapfenberger SV tra il 2012 e il 2013, segnando 3 gol in 20 partite.

### Nazionale
Con la nazionale austriaca ha collezionato 20 presenze e 3 gol tra il 2005 e il 2007, partecipando anche alle qualificazioni per Euro 2008, ma senza essere convocato per il torneo finale.

## Controversie
Dopo la fine della carriera calcistica, Kuljić è stato coinvolto in gravi controversie legali. È stato condannato per il suo coinvolgimento nello scandalo delle partite truccate tra il 2004 e il 2009, accusato di aver cercato di influenzare calciatori per manipolare i risultati. Nel 2014 è stato condannato a circa 5 anni di carcere per tentato ricatto e manipolazione sportiva.
Kuljić ha anche avuto problemi con la dipendenza dal gioco d’azzardo e dalla droga. Nel 2019 è stato arrestato per traffico di cocaina, facendo parte di un’organizzazione criminale. Nel 2020 è stato condannato a 3 anni e mezzo di prigione.

## Statistiche

### Cronologia presenze e reti in nazionale
| Cronologia completa delle presenze e delle reti in nazionale ― Austria | Cronologia completa delle presenze e delle reti in nazionale ― Austria | Cronologia completa delle presenze e delle reti in nazionale ― Austria | Cronologia completa delle presenze e delle reti in nazionale ― Austria | Cronologia completa delle presenze e delle reti in nazionale ― Austria | Cronologia completa delle presenze e delle reti in nazionale ― Austria | Cronologia completa delle presenze e delle reti in nazionale ― Austria | Cronologia completa delle presenze e delle reti in nazionale ― Austria |
| Data                                                                   | Città                                                                  | In casa                                                                | Risultato                                                              | Ospiti                                                                 | Competizione                                                           | Reti                                                                   | Note                                                                   |
| ---------------------------------------------------------------------- | ---------------------------------------------------------------------- | ---------------------------------------------------------------------- | ---------------------------------------------------------------------- | ---------------------------------------------------------------------- | ---------------------------------------------------------------------- | ---------------------------------------------------------------------- | ---------------------------------------------------------------------- |
| 17-8-2005                                                              | Graz                                                                   | Austria                                                                | 2 – 2                                                                  | Scozia                                                                 | Amichevole                                                             | -                                                                      | 66’                                                                    |
| 3-9-2005                                                               | Chorzów                                                                | Polonia                                                                | 3 – 2                                                                  | Austria                                                                | Qual. Mondiali 2006                                                    | -                                                                      | 81’                                                                    |
| 7-9-2005                                                               | Baku                                                                   | Azerbaigian                                                            | 0 – 0                                                                  | Austria                                                                | Qual. Mondiali 2006                                                    | -                                                                      | 61’                                                                    |
| 8-10-2005                                                              | Manchester                                                             | Inghilterra                                                            | 1 – 0                                                                  | Austria                                                                | Qual. Mondiali 2006                                                    | -                                                                      | 65’                                                                    |
| 16-8-2006                                                              | Graz                                                                   | Austria                                                                | 1 – 2                                                                  | Ungheria                                                               | Amichevole                                                             | 1                                                                      | 58’                                                                    |
| 6-10-2006                                                              | Vaduz                                                                  | Liechtenstein                                                          | 1 – 2                                                                  | Austria                                                                | Amichevole                                                             | -                                                                      | 62’                                                                    |
| 11-10-2006                                                             | Innsbruck                                                              | Austria                                                                | 2 – 1                                                                  | Svizzera                                                               | Amichevole                                                             | 1                                                                      | 83’                                                                    |
| 15-11-2006                                                             | Vienna                                                                 | Austria                                                                | 4 – 1                                                                  | Trinidad e Tobago                                                      | Amichevole                                                             | -                                                                      | 71’                                                                    |
| 7-2-2007                                                               | Ta' Qali                                                               | Malta                                                                  | 1 – 1                                                                  | Austria                                                                | Amichevole                                                             | -                                                                      |                                                                        |
| 24-3-2007                                                              | Graz                                                                   | Austria                                                                | 1 – 1                                                                  | Ghana                                                                  | Amichevole                                                             | -                                                                      | 58’                                                                    |
| 28-3-2007                                                              | Saint-Denis                                                            | Francia                                                                | 1 – 0                                                                  | Austria                                                                | Amichevole                                                             | -                                                                      | 69’                                                                    |
| 30-5-2007                                                              | Vienna                                                                 | Austria                                                                | 0 – 1                                                                  | Scozia                                                                 | Amichevole                                                             | -                                                                      | 60’                                                                    |
| 2-6-2007                                                               | Vienna                                                                 | Austria                                                                | 0 – 0                                                                  | Paraguay                                                               | Amichevole                                                             | -                                                                      | 78’                                                                    |
| 22-8-2007                                                              | Vienna                                                                 | Austria                                                                | 1 – 1                                                                  | Rep. Ceca                                                              | Amichevole                                                             | -                                                                      |                                                                        |
| 7-9-2007                                                               | Klagenfurt am Wörthersee                                               | Austria                                                                | 0 – 0 dts (4 – 3 dtr)                                                  | Giappone                                                               | Amichevole                                                             | -                                                                      | 71’                                                                    |
| 11-9-2007                                                              | Vienna                                                                 | Austria                                                                | 0 – 2                                                                  | Cile                                                                   | Amichevole                                                             | -                                                                      |                                                                        |
| 13-10-2007                                                             | Zurigo                                                                 | Svizzera                                                               | 3 – 1                                                                  | Austria                                                                | Amichevole                                                             | -                                                                      | 65’                                                                    |
| 17-10-2007                                                             | Innsbruck                                                              | Austria                                                                | 3 – 2                                                                  | Costa d'Avorio                                                         | Amichevole                                                             | 1                                                                      | 46’                                                                    |
| 16-11-2007                                                             | Vienna                                                                 | Austria                                                                | 0 – 1                                                                  | Inghilterra                                                            | Amichevole                                                             | -                                                                      | 46’                                                                    |
| 21-11-2007                                                             | Vienna                                                                 | Austria                                                                | 0 – 0                                                                  | Tunisia                                                                | Amichevole                                                             | -                                                                      | 46’                                                                    |
| Totale                                                                 |                                                                        | Presenze                                                               | 20                                                                     |                                                                        | Reti                                                                   | 3                                                                      |                                                                        |

## Palmarès

### Club
- Campionato austriaco: 1

Salisburgo: 1996-1997

### Individuale
- Capocannoniere della Bundesliga austriaca: 1

2005-2006 (15 gol, a pari merito con Roland Linz)